# Norbert Dobeleit
Norbert Dobeleit (né le 17 juillet 1964 à Renchen) est un athlète allemand spécialiste du 200 mètres, du 400 mètres et des relais qui s'est reconverti ensuite en présentateur télévisé.

## Carrière

### Palmarès
| Date | Compétition                    | Lieu      | Résultat | Épreuve    | Performance        |
| ---- | ------------------------------ | --------- | -------- | ---------- | ------------------ |
| 1983 | Championnats d'Europe junior   | Schwechat | 1er      | 4 × 100 m  | 39 s 25 (AJR)      |
| 1987 | Championnats du monde          | Rome      | 5e       | 4 × 100 m  | 38 s 73            |
| 1987 | Championnats du monde          | Rome      | 4e       | 4 × 400 m  | 2 min 59 s 96 (RN) |
| 1988 | Championnats d'Europe en salle | Budapest  | 5e       | 200 mètres | 21 s 37            |
| 1988 | Jeux olympiques d'été          | Séoul     | 3e       | 4 × 400 m  | 3 min 00 s 56      |
| 1990 | Championnats d'Europe en salle | Glasgow   | 1er      | 400 mètres | 46 s 08            |
| 1990 | Championnats d'Europe          | Split     | 5e       | 400 mètres | 45 s 42            |
| 1990 | Championnats d'Europe          | Split     | 2e       | 4 × 400 m  | 3 min 00 s 64      |
| 1991 | Championnats du monde          | Tokyo     | 6e       | 4 × 400 m  | 3 min 00 s 75      |

### Records
| Épreuve    | Performance | Lieu  | Date           |
| ---------- | ----------- | ----- | -------------- |
| 200 mètres | 20 s 43     | Rhede | 3 juillet 1987 |
| 400 mètres | 45 s 15     |       | 1990           |